# 三重県を舞台とした作品一覧
三重県を舞台とした作品一覧（みえけんをぶたいとしたさくひんいちらん）では、三重県内をモチーフまたはロケーションとした小説、ドラマ、映画、漫画、アニメーションなどを記述する。

## 文芸（小説・古典・童話・民謡）
- 謀略と欲望の伊勢志摩妖鬼（石川真介）…伊勢志摩全部と松阪市
- 愛と憎しみの伊勢志摩殺人ライン（石川真介）…三重県全部
- 断崖の女（石川真介）…賢島、湯の山温泉
- 死刑、廃止せず（石川真介）…伊勢志摩
- 青麦（丹羽文雄）
- 赤福（花登筐）
- 赤目四十八瀧心中未遂（車谷長吉）
- 荒木又右衛門（岸ひろ子）
- ある開化（岸宏子）
- あやまち（石垣りん）
- 合わぬ貝（梶山季之）
- 安吾の伊勢参り（坂口安吾）
- 暗夜行路（志賀直哉）
- 伊賀上野城（村木嵐）
- 伊賀・甲賀忍者の里殺人事件（和久峻三）
- 伊賀越え
- 伊勢参宮神乃賑
- 伊勢路殺人事件（西村京太郎）
- 伊勢・志摩狼伝説殺人事件（田中光二）
- 伊勢志摩殺意の旅（西村京太郎）
- 伊勢志摩殺人街道（山口香）
- 伊勢・志摩殺人光景（梓林太郎）
- 伊勢志摩殺人事件（山村美紗）
- 伊勢・志摩に消えた女（西村京太郎）
- 伊勢・鳥羽殺人事件（大谷羊太郎）
- 伊勢物語
- いそぶえ（谷村志穂）
- 犬がいた季節（伊吹有喜）
- 歌行燈（泉鏡花）
- 海の廃園（山田克郎）
- 奥志摩の海を死体が泳ぐ（辻真先）
- 温泉神（丹羽文雄）
- 街道をゆく7（司馬遼太郎）
- 神様たちのお伊勢参り（竹村優希）
- 神去なあなあ日常（三浦しをん）
- 蒲生氏郷（幸田露伴）
- 蒲生氏郷（近衛龍春）
- 帰郷（伊藤桂一）
- 近鉄特急伊勢志摩ライナーの罠（西村京太郎）
- 近鉄特急殺人事件（西村京太郎）
- QED 伊勢の曙光（高田崇史）
- 九鬼水軍物語（岸宏子）
- 九鬼嘉隆（星亮一）
- KUHANA!（秦建日子）
- 雲ながるる果てに 戦歿飛行予備学生の手記
- 桑名の駅（中原中也）
- 甲賀忍法帖（山田風太郎）
- 幸吉八方転がし 真珠王御木本幸吉（永井達夫）
- 桜の森の満開の下（坂口安吾）
- 桜守（水上勉）
- 沢村栄治 不滅の大投手（鈴木惣太郎）
- 潮騒（三島由紀夫）
- 七度狐
- 七曜・青女（山口誓子）
- 忍びの国（和田竜）
- 忍びの人 滝川一益（徳永真一郎）
- 志摩の海にかけた夢 真珠づくりに一生をささげた御木本幸吉（笠原秀）
- 志摩半島殺人事件（内田康夫）
- 十楽の夢（岩井三四二）
- 小京都伊賀上野殺人事件（山村美紗）
- 城のある町にて（梶井基次郎）
- 真珠誕生 御木本幸吉伝（源氏鶏太）
- 勢州軍記（神戸良政）
- 絶の島事件（荒俣宏）
- 千年の愉楽（中上健次）
- 曽塚が事
- 駄犬道中おかげ参り（土橋章宏）
- 茶屋四郎次郎 伊賀を駆ける（諏訪宗篤）
- 天下繚鍵屋の辻(池宮彰一郎）
- 峠越え（伊東潤）
- 藤堂高虎（村上元三）
- 遠い接近（松本清張）
- 徳川家康（山岡荘八）- 伊賀越えについても描かれている。
- 毒殺連鎖（津村秀介）
- 十津川警部 特急しまかぜで行く十五歳の伊勢神宮（西村京太郎）
- 鳥羽・葛西水族館殺人事件（大谷羊太郎）
- 野ざらし紀行
- 売春島（高木瑞穂）
- 覇王の海 海将九鬼嘉隆（二宮敬雄）
- 花の百名山 （田中澄江）- 藤原岳
- パノラマ島奇談（江戸川乱歩）
- 半分の月がのぼる空（橋本紡）
- ふたりはいつもともだち（もいちくみこ）- 鳥羽水族館
- 骨のうたう（竹内浩三）
- 乱鴉の島（有栖川有栖）
- レオン氏郷（安部龍太郎）

## テレビドラマ
- 明石貫平35才
- 赤ちゃん誕生
- 赤福のれん
- 売らいでか!
- おかえり〜とこわかの町・伊勢〜[1]
- おかしな刑事1
- 風の中を行く
- 刑事・鬼貫八郎3 完全犯罪
- 下剋上球児[2]
- 恋の手裏剣〜三重県・伊賀上野
- 高校生レストラン
- 事件記者 浦上伸介5 毒殺連鎖 伊勢志摩殺人事件[3]
- 西部警察 PART-II 第37話「戦慄のカーニバル - 名古屋篇 -」（1983年、テレビ朝日系列）
- 西部警察 PART-III 「燃える勇者たち」（1984年、テレビ朝日系列）
- 捜査検事 近松茂道8 伊勢志摩海女伝説殺人事件[4]
- 旅路
- 旅する夫婦[5]
- 地方記者・立花陽介2 伊賀上野通信局
- 釣りバカ日誌 新入社員浜崎伝助 伊勢志摩で大漁! 初めての出張編[6]
- 鉄道捜査官12
- 遠い接近
- 菜の花の女
- 西村京太郎サスペンス 十津川警部シリーズ43「伊勢志摩殺人迷路 円空の謎」
- 花真珠
- 弁護士・高林鮎子34 志摩の旅・みえ6号毒殺連鎖[7]
- 負け組法律事務所
- ヤアになる日〜鳥羽・答志島パラダイス〜
- やとわれ女将 菊千代の事件簿1 伊勢・志摩の高級露天風呂で愛欲陰謀!?[8]
- 山村美紗サスペンス 伊勢志摩殺人事件 真珠夫人に婚約者が殺された![9]
- ラジカセ[10]

## 映画
- アイミタガイ[11]
- 青い真珠
- 青空どろぼう
- 青夏 きみに恋した30日
- 赤目四十八瀧心中未遂
- 浅田家![12]
- Another
- 荒木又右衛門
- 浮草
- 歌行燈（1943年）、歌行燈（1960年）
- お嬢さん - 六華苑
- WOOD JOB! 〜神去なあなあ日常〜[13]
- 男はつらいよ 寅次郎物語
- 男はつらいよ フーテンの寅
- 温泉みみず芸者
- 寄生獣
- 逆境ナイン
- クハナ!
- ゴジラvsメカゴジラ
- この恋!五千万円[14]
- 潮騒（1954年）、潮騒（1964年）、潮騒（1971年）、潮騒（1975年）、潮騒（1985年）
- 忍びの国
- 忍ぶ糸
- スパイ・ゾルゲ - 六華苑
- 千年の愉楽[15]
- 小さき勇者たち〜ガメラ〜
- 天正伊賀の乱
- 人魚伝説[16]
- 眠る村
- 半世界[17]
- 火まつり
- ふたりの死刑囚
- モスラ対ゴジラ
- 約束 名張毒ぶどう酒事件 死刑囚の生涯
- 喜びも悲しみも幾年月
- ROUTE42

## 漫画
- 青夏 Ao-Natsu
- 伊賀の影丸
- いでじゅう!
- うさぎドロップ（宇仁田ゆみ）
- F (漫画)
- かいじゅう色の島
- capeta
- 銀牙 -流れ星 銀-
- クアドリフォリオ
- 激走!ルーベンカイザー
- Sunny（松本大洋）
- 神客万来!（ねむようこ）
- 空の青さはひとつだけ マンガでつなぐ四日市公害
- つうかあ
- 凪のあすから
- 南紀の台所（元町夏央）[18]
- 忍ペンまん丸
- バジリスク 〜甲賀忍法帖〜
- HAYATE
- バリバリ伝説
- 半分の月がのぼる空
- 光が死んだ夏（モクモクれん）[19]
- よろしくメカドック

## テレビアニメ
- F (漫画)
- capeta
- 銀牙 -流れ星 銀-
- 激走!ルーベンカイザー
- つうかあ
- 凪のあすから
- 忍ペンまん丸
- バジリスク 〜甲賀忍法帖〜
- バリバリ伝説
- 半分の月がのぼる空
- よろしくメカドック
- 光が死んだ夏

## 音楽
- 伊勢音頭
- 伊勢の女
- 伊勢めぐり
- 桔梗が丘
- 桑名の殿様
- 志摩半島
- 志摩レゲエ祭
- 二見情話
- もみじの映える精宝寺
- やさしい風が吹く街で
- 津の女

## 舞台・演劇
- 伊賀越え 乗掛 合羽
- 鰯売恋曳網
- 売らいでか!

## ゲーム
- 伊勢志摩ミステリー案内 偽りの黒真珠
- 五等分の花嫁 ～彼女と交わす五つの約束～…桑名市
- The Tower(?) of CABIN ～キャビンパニック～(同県四日市市にある開発メーカーである株式会社マイクロキャビンが舞台)
- ピアノの森の満開の下
- レーシングバトル -C1 GRAND PRIX-

## ラジオドラマ
- 神去りなあなあ日常（NHK-FM 青春アドベンチャー）
- 春までの旅（NHK-FM FMシアター）

## 写真集
- 四日市YOKKAICHI写真集（樋口健二）